# Embajada de Estados Unidos en Cuba
La Embajada de los Estados Unidos de América en La Habana (en inglés: Embassy of the United States of America in Havana) es la misión diplomática de los Estados Unidos en la República de Cuba. No existieron relaciones diplomáticas bilaterales directas entre las dos naciones desde 1960 hasta la década de 2010. El 3 de enero de 1961, el presidente Dwight D. Eisenhower rompió relaciones después de proclamarse la Revolución Cubana de la década de 1950. Las relaciones fueron posteriormente restauradas por el presidente cubano, Raúl Castro, y el expresidente Barack Obama el 20 de julio de 2015.

## Historia
La embajada fue diseñada en estilo modernista-brutalista por la firma de arquitectos Harrison y Abramovitz. Consiste en un edificio de seis pisos de concreto y vidrio, terminado en 1953. Los jardines fueron diseñados por el arquitecto paisajista californiano Thomas Church Dolliver. El contratista para la construcción fue Jaime Alberto Mitrani también profesor de ingeniería civil en la Universidad de La Habana. El complejo de la embajada está frente al puerto de La Habana y la Tribuna Antiimperialista José Martí, en las proximidades de la sede del Ministerio de Relaciones Exteriores de Cuba.
Después de la ruptura de relaciones diplomáticas en 1961, el edificio no fue utilizado por personal norteamericano hasta la apertura de la sección de intereses el 1 de septiembre de 1977. En 1963, el presidente cubano, Fidel Castro ordenó la confiscación del complejo, pero la acción no fue llevada a cabo, aunque se reclamó el derecho a la propiedad en 2012.

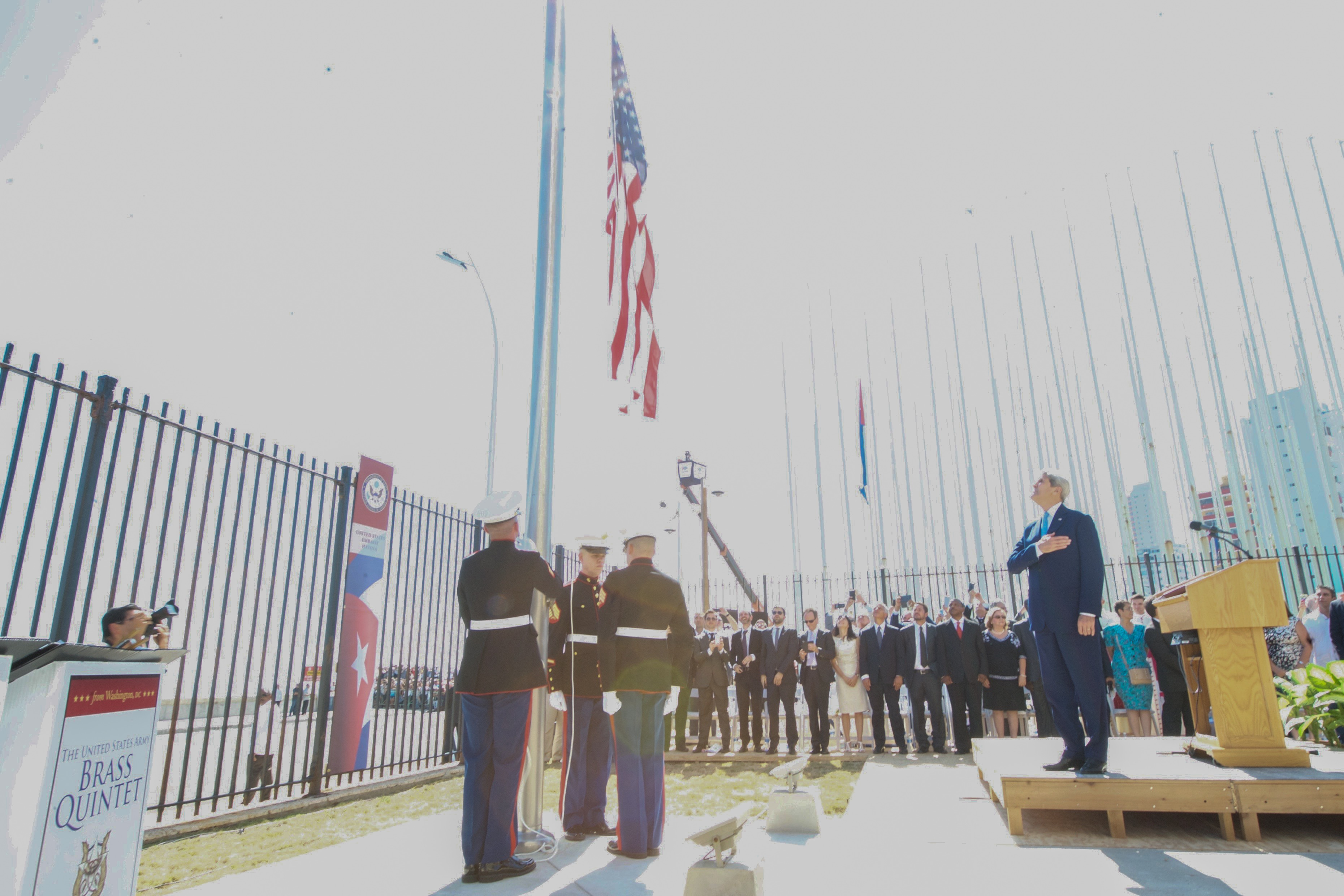
El secretario de estado de Estados Unidos, John Kerry, presencia el izado, por primera vez en 54 años, de la bandera estadounidense frente a la embajada, el 14 de agosto de 2015.

Desde 1977, tras un acuerdo entre Fidel Castro y Jimmy Carter, hasta julio de 2015, el edificio funcionó como la Sección de Intereses de los Estados Unidos en La Habana, representando a los intereses estadounidenses en Cuba. La Sección de Intereses Cubanos y su contraparte la Sección de Intereses de Cuba en Washington D. C., funcionaron como secciones de las respectivas embajadas de Suiza, pero operando independiente en todo menos protocolo. Ambos países no tuvieron relaciones diplomáticas formales hasta 2015, actuando estas secciones como «embajadas de facto». Entre 1991 y 2015 Suiza fue el poder protector de Estados Unidos en Cuba.
Durante el período que el complejo sirvió como una sección de intereses, Suiza también se hizo cargo del mantenimiento del complejo como de sus efectos. En 1997 se llevaron a cabo una serie de remodelaciones.
El 17 de diciembre de 2014, luego de un diálogo entre los representantes de ambas naciones, Barack Obama de Estados Unidos y Raúl Castro de Cuba, anunciaron que comenzarán conversaciones para restablecer las relaciones diplomáticas entre ambos países. La declaración contuvo 13 puntos sobre el establecimiento de relaciones diplomáticas, temas económicos, viajes, comunicaciones, frontera marítima y derechos humanos.
El 1° de julio de 2015, se anunció que el edificio volvería a funcionar como embajada el 20 de julio del mismo año.
El 14 de agosto de 2015, el Secretario de Estado de los Estados Unidos, John Kerry reabrió oficialmente la embajada. También asistieron ocho legisladores del Congreso de los Estados Unidos involucrados en el cambio de la política estadounidense hacia Cuba. Los tres marines que arriaron la bandera de Estados Unidos en la embajada en 1963 presentaron una nueva bandera que fue izada por tres nuevos marines.